# Molophilus (Molophilus) palpifer
Molophilus (Molophilus) palpifer is een tweevleugelige uit de familie steltmuggen (Limoniidae). De soort komt voor in het Palearctisch gebied.